# HD 222095
HD 222095 är en ensam stjärna i den mellersta delen av stjärnbilden Fenix. Den har en skenbar magnitud av ca 4,74 och är svagt synlig för blotta ögat där ljusföroreningar ej förekommer. Baserat på parallaxmätning inom Hipparcosuppdraget på ca 16,3 mas, beräknas den befinna sig på ett avstånd på ca 200 ljusår (ca 61 parsek) från solen. Den rör sig bort från solen med en heliocentrisk radialhastighet på ca 3 km/s.

## Egenskaper
HD 222095 är en vit till blå stjärna i huvudserien av spektralklass A1/2 V. Den har en massa som är ca 2,6 solmassor, en radie som är ca 2,2 solradier och har ca 41 gånger solens utstrålning av energi från dess fotosfär vid en effektiv temperatur av ca 9 200 K.
HD 222095 roterar snabbt med en projicerad rotationshastighet av 141 till 165 km/s vilket ger den en ekvatoriell radie som är 4 procent större än polarradien.